# Bão Wilma
Bão Wilma là cơn bão nhiệt đới có cường độ mạnh nhất từng được ghi nhận ở lưu vực Đại Tây Dương và là xoáy thuận nhiệt đới có cường độ mạnh thứ hai được ghi nhận ở Tây Bán cầu, sau bão Patricia vào năm 2015. 
Bão Wilma nằm trong mùa bão Đại Tây Dương năm 2005, mùa bão gồm 3 trong số 10 cơn bão Đại Tây Dương dữ dội nhất từ trước đến nay về áp suất khí quyển (cùng với số 4 Rita và số 7 Katrina). Trong mùa bão này, Wilma là cơn bão thứ 22, xoáy thuận nhiệt đới thứ 13, cơn bão nhiệt đới lớn thứ 6, cơn bão cấp 5 thứ 4 và có sức tàn phá nặng nề thứ hai.  
Bão Wilma bắt nguồn từ ngày 15 tháng 10, một áp thấp nhiệt đới hình thành trên vùng biển Caribe gần Jamaica, di chuyển theo hướng Tây và mạnh lên thành một cơn bão nhiệt đới hai ngày sau đó, đột ngột chuyển hướng về phía Nam và được đặt tên là Wilma. Wilma tiếp tục mạnh lên và trở thành một cơn bão vào ngày 18 tháng 10. Cơn bão gia tăng cường độ nhanh và chỉ trong 24 giờ, nó trở thành cơn bão cấp 5 với tốc độ gió 298 km/h.